# Johan Edlund
Johan Edlund (ur. 9 marca 1971 w Sztokholmie), znany również jako Lucifer Hellslaughter – szwedzki muzyk, kompozytor, wokalista, autor tekstów i instrumentalista, a także producent muzyczny. Działalność artystyczną rozpoczął pod koniec lat 80. XX w. w death-blackmetalowej formacji Treblinka. W międzyczasie występował także w River's Edge przekształconym następnie w zespół Expulsion.
Od 1988 roku jest liderem, głównym kompozytorem, a także wokalistą formacji Tiamat (wcześniej znaną pod nazwą Treblinka). W 2008 roku wraz z zespołem uzyskał nominację do nagrody szwedzkiego przemysłu muzycznego Grammis. Nagrywał także w ramach projektu Lucyfire. Wykonał również szereg remiksów piosenek grup Rammstein, Lacrimosa i London After Midnight. Gościnnie śpiewał w holenderskim progresywno-metalowym projekcie Ayreon. Muzyk jest endorserem gitar polskiego producenta Mayones. Firma produkuje sygnowany instrument pod nazwą Maestro Johan Edlund Signature.
W 1995 roku przeprowadził się do Dortmundu w Niemczech. Od 2005 roku mieszka w Salonikach w Grecji. W 2002 roku wystąpił w epizodycznej roli w filmie koprodukcji szwedzko-duńskiej pt. Lilja 4-ever w reżyserii Lukasa Moodyssona.

## Dyskografia
Tiamat
Opracowano na podstawie materiału źródłowego
- Sumerian Cry (1990, CMFT Productions)
- The Astral Sleep (1991, Century Media Records)
- Clouds (1992, Century Media Records)
- Wildhoney (1994, Century Media Records)
- A Deeper Kind of Slumber (1997, Century Media Records)
- Skeleton Skeletron (1999, Century Media Records)
- Judas Christ (2002, Century Media Records)
- Prey (2003, Century Media Records)
- Amanethes (2008, Nuclear Blast)
- The Scarred People (2013, Napalm Records)

Inne
- Treblinka – Crawling in Vomits (demo, 1988, No Veins in Brain)[2]
- River's Edge – Mind the Edge (demo, 1988, wydanie własne)[2]
- Treblinka – The Sign of the Pentagram (demo, 1989, wydanie własne)[2]
- Treblinka – Severe Abomination (EP, 1989, Mould in Hell Records)[2]
- Ceremonial Oath – Promo 1991 (demo, 1991, wydanie własne, gościnnie śpiew)
- Unanimated – In the Forest of the Dreaming Dead (1993, No Fashion Records, autor tekstu, śpiew)
- Expulsion – Vociferous & Machiavellian Hate (split, 1994, Evil Omen Records)
- Expulsion – Overflow (1994, Godhead Revords, gościnnie śpiew)[2]
- Rammstein – Stripped (singel, 1998, Motor Music, remiks utworu)[10]
- Różni wykonawcy – Call On The Dark 2 (1998, Nuclear Blast, remiks dwóch utworów)[11]
- Ayreon – Universal Migrator Part 1: The Dream Sequencer (2000, Transmission Records, gościnnie śpiew)[16][17]
- LucyFire – This Dollar Saved My Life at Whitehorse (2001, Steamhammer Records)[16][16]
- Dark Age – Dark Age (2004, Remedy Records)[16]
- Flowing Tears – Invanity - Live In Berlin (2007, Ascendance Records, gościnnie śpiew)[18]
- Rammstein – Made in Germany 1995–2011 (2011, Universal Music Group, remiks utworu)[19]